# 轮叶过路黄
轮叶过路黄（学名：Lysimachia klattiana）是报春花科珍珠菜属的植物，是中国的特有植物。分布于中国大陆的江西、江苏、河南、湖北、安徽、山东、浙江等地，生长于海拔600米至800米的地区，多生长于疏林下、林缘和山坡阴处草丛中，目前尚未由人工引种栽培。

## 别名
轮叶排草（江苏南部种子植物手册）